# فریبا (مجموعه تلویزیونی)
فریبا با نام اولیه عفیف یک مجموعه تلویزیونی ایرانی به کارگردانی محمود معظمی، نویسندگی جواد صفوی و تهیه‌کنندگی سیدرامین موسوی ملکی است که از ۲۲ دی ۱۴۰۳ از شبکه سه سیما پخش می‌شد.

## خلاصه داستان
این مجموعه بر تأثیر فضای مجازی در زندگی شخصی و روابط انسانی تمرکز دارد. سریال فریبا در ژانر اجتماعی، پلیسی داستان زندگی فریبا که یک اینفلوئنسر است را بیان می‌کند که در حال تلاش برای برقراری تعادل بین زندگی شخصی و حرفه‌ای خود است اما شهرت و محبوبیتش باعث ایجاد مشکلات زیادی در زندگی خانوادگی و دوستانه‌اش می‌شود.

## بازیگران
| بازیگر           | نقش        | توضیحات                                |
| ---------------- | ---------- | -------------------------------------- |
| ساناز سعیدی      | فریبا      | اینفلوئنسر مادر پارسا همسر مجتبی       |
| حمیدرضا پگاه     | محمدحسین   | مامور امنیتی                           |
| محمود پاک‌نیت     | دکتر       | پدر نسترن و نرگس                       |
| علیرضا خمسه      | عمو رجب    | مکانیک                                 |
| نسیم ادبی        | سوگند      | دوست فریبا و نسترن مدیر برنامه فریبا   |
| فرزاد حسنی       | سعید بیگی  | برادر شوهر فریبا عموی پارسا پسر بهجت   |
| منوچهر زنده‌دل    | بهداد      | همسر سوگند                             |
| ارسلان قاسمی     | ابراهیم    | کارمند                                 |
| پیام اینالویی    | بهروز      | خواستگار نسترن                         |
| نیلوفر هوشمند    | نسترن      | دوست فریبا و سوگند معشوقه بهروز        |
| امیر دژاکام      | ناصر       | ناپدری فریبا                           |
| ثریا قاسمی       | بهجت       | مادر سعید مادربزرگ پارسا               |
| مجید مشیری       |            |                                        |
| سوگل طهماسبی     | نرگس       | خواهر نسترن                            |
| افسانه چهره‌آزاد  | مدیر مدرسه | مادر نسترن و نرگس همسر دکتر            |
| عاطفه حبیبی      | ترنم       | شاگرد مکانیکی عمو رجب بلاگر اینستاگرام |
| زهرا سعیدی       | آذر        | مادر ترنم                              |
| اکبر رحمتی       |            | پدر محمدحسین                           |
| امیرمحمد زند     |            | مامور امنیتی                           |
| ستاره سادات قطبی |            | همسر محمدحسین                          |
| نیما کرمی        |            |                                        |
| محمود مقامی      |            |                                        |
| آرمیتا مرادی     |            |                                        |
| سپیده مرادپور    |            |                                        |
| آیان یاربیگی     | پارسا بیگی | پسر فریبا                              |
| سعید رضایی       | رامین      | برادر فریبا دایی پارسا                 |
| مجید شهریاری     |            | پدر بهروز                              |